# Guadalaviar
Guadalaviar é um município da Espanha na província de Teruel, comunidade autónoma de Aragão. Tem 28,11 km² de área e em 2021 tinha 253 habitantes (densidade: 9 hab./km²).
É uma povoação de altura (1 521 metros acima do nível do mar) onde nasce o rio Guadalaviar, que se chamará Turia depois de passar por Teruel, e, também, a poucos quilómetros, o rio Tejo.

## Demografia
| Variação demográfica do município entre 1991 e 2004 | Variação demográfica do município entre 1991 e 2004 | Variação demográfica do município entre 1991 e 2004 | Variação demográfica do município entre 1991 e 2004 |
| --------------------------------------------------- | --------------------------------------------------- | --------------------------------------------------- | --------------------------------------------------- |
| 1991                                                | 1996                                                | 2001                                                | 2004                                                |
| 304                                                 | 297                                                 | 275                                                 | 273                                                 |